# Bloedbad van Tlatelolco

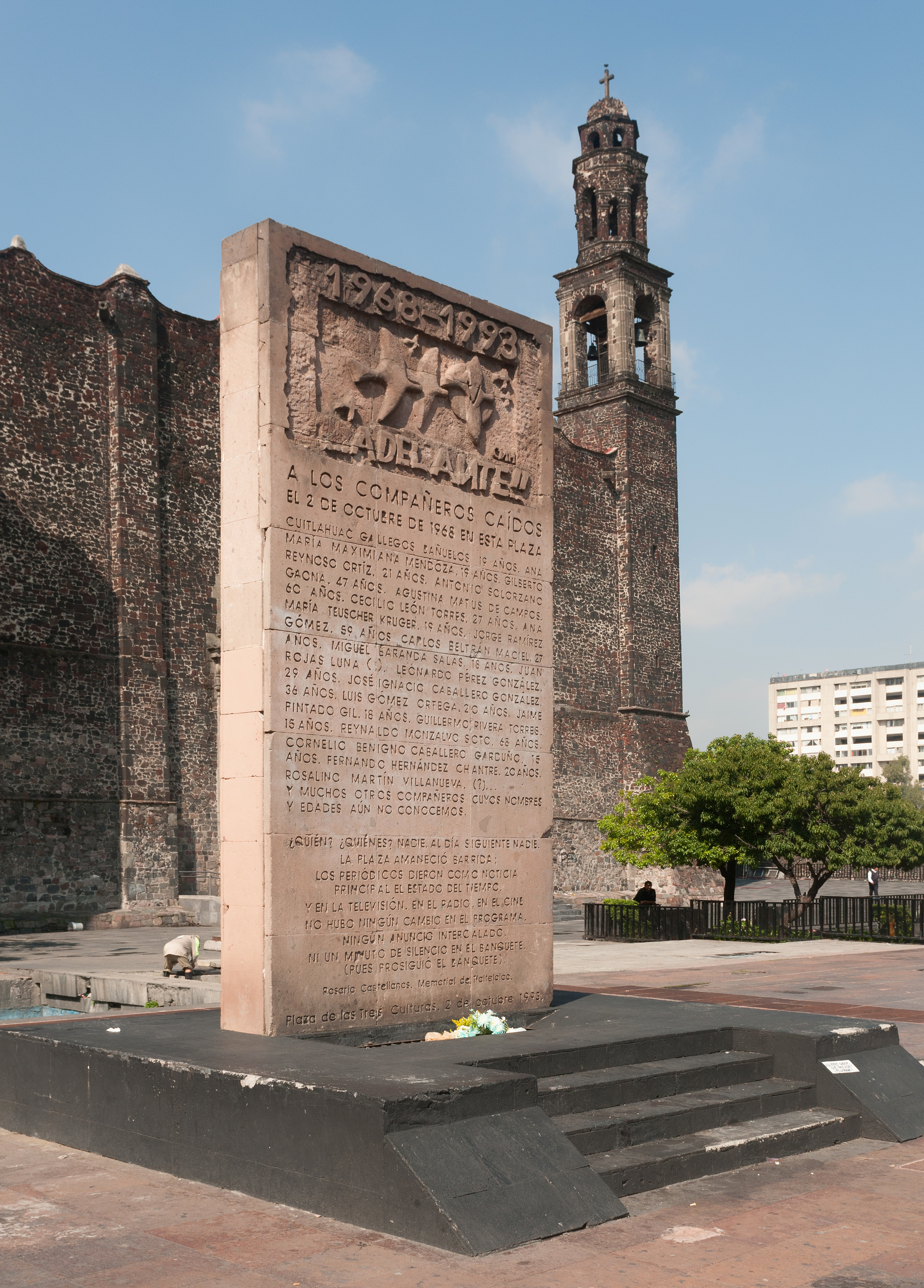
Herdenkingsmonument voor de slachtoffers op het Plein van de Drie Culturen

Het Bloedbad van Tlatelolco (Spaans: Matanza de Tlatelolco) was een bloedbad dat plaatsvond in de avond van 2 oktober 1968, op het Plein van de Drie Culturen in Tlatelolco, een wijk in het noorden van Mexico-Stad. Tweehonderd tot driehonderd demonstranten werden door veiligheidsdiensten gedood. Dit zou een keerpunt blijken in de moderne geschiedenis van Mexico.

## Voorspel
Het bloedbad was voorafgegaan door maanden van politieke onrust in Mexico-Stad, met studentendemonstraties zoals elders in de wereld. In de voorgaande jaren was Mexico al het toneel van arbeidsonrust, met stakingen van onder andere mijnwerkers, dokters en leraren. Toen het leger de campus van de universiteit van Morelia bezette vielen er een dode en meerdere gewonden. De Mexicaanse studenten wilden gebruikmaken van de aandacht voor hun stad vanwege de Olympische Spelen van 1968. Ze protesteerden tegen het autoritaire karakter van de regering. Mexico was op dat moment een eenpartijstaat, die al sinds 1929 werd geregeerd door de Institutioneel Revolutionaire Partij (PRI).

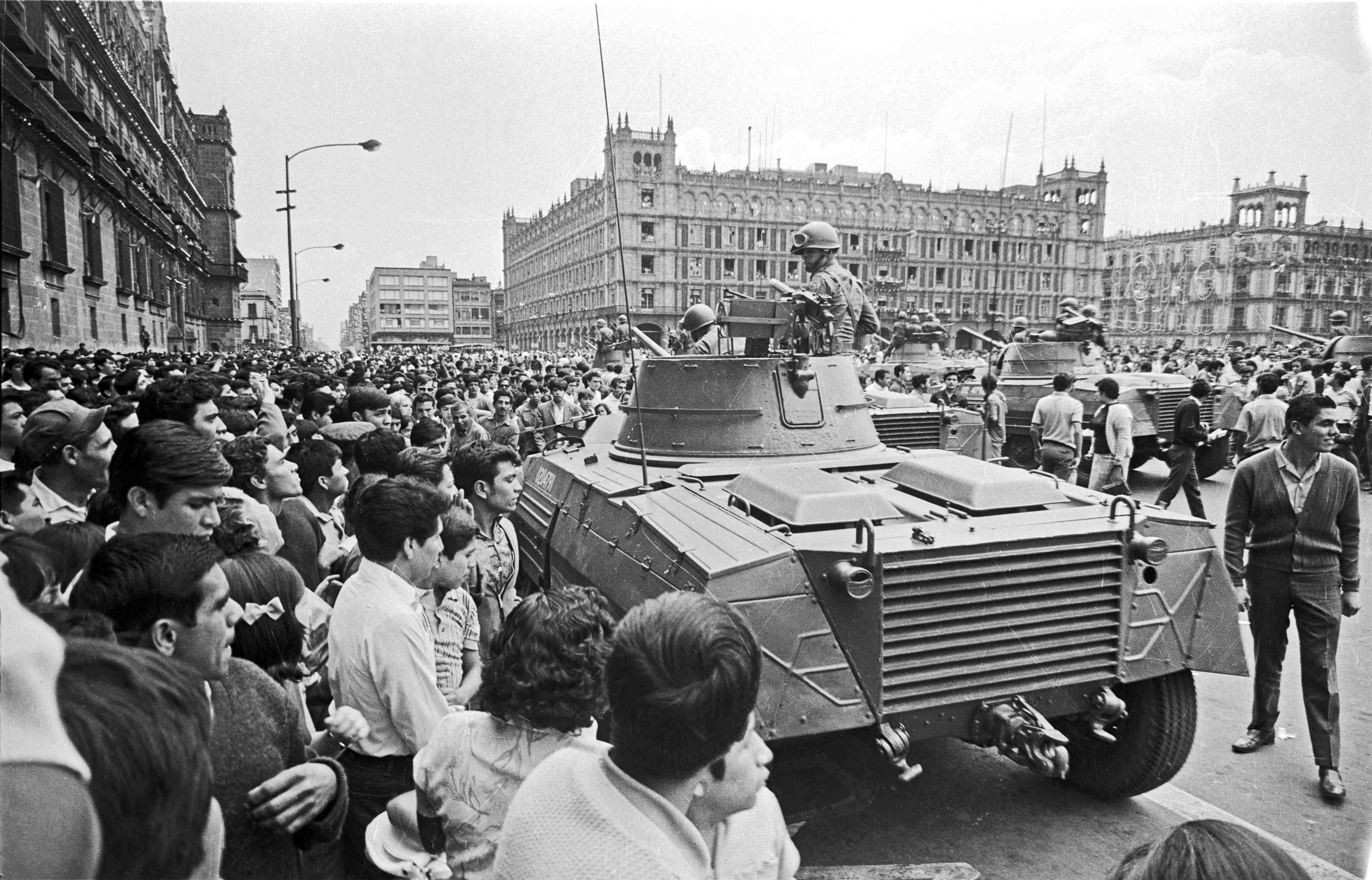
Het leger bezet het Zócalo, 28 augustus

De incidenten die voorafgingen aan het bloedbad begonnen op 22 juni. Bij een vechtpartij tussen twee groepen scholieren, de ene groep van een school gelieerd aan de Nationale Autonome Universiteit van Mexico (UNAM) en de andere groep van een school gelieerd aan het Nationaal Polytechnisch Instituut (IPN) grepen de granaderos, de Mexicaanse oproerpolitie, hardhandig in. Zij sloegen willekeurige scholieren in elkaar, ongeacht hun betrokkenheid, en drongen het schoolgebouw in waar ze meer gewonden maakten. Een protestdemonstratie tegen het geweld vier dagen later viel samen met een communistische demonstratie, waarna de twee groepen besloten gezamenlijk op te trekken naar het Plein van de Grondwet, het centrale plein in de hoofdstad. De demonstratie werd tegengehouden door de politie.
Dit zette meerdere weken van geweld in gang. Studenten bezetten scholen en universiteiten en riepen op tot een einde aan de repressie. Er vielen honderden gewonden en duizenden werden gearresteerd, waaronder bijna de hele top van de Mexicaanse Communistische Partij (PCM). President Gustavo Díaz Ordaz was ervan overtuigd dat het om een buitenlandse samenzwering ging en liet in september het leger de campus van de universiteit bezetten. Studenten werden geslagen en willekeurig gearresteerd. Javier Barros Sierra, de rector van de universiteit, trad uit protest af maar besloot na massale adhesiebetuigingen alsnog aan te blijven.
De demonstranten hielden echter vol. De demonstraties groeiden zelfs in omvang. Díaz Ordaz, een paranoïde president, beweerde dat dit werd veroorzaakt door onrustokers, communisten gesteund door Cuba en de Sovjet-Unie, of juist door de Verenigde Staten, de CIA en de oppositiepartij Nationale Actiepartij (PAN). Hij was ervan overtuigd dat het ging om een internationale samenzwering teneinde zijn regering ten val te brengen, georganiseerd door communisten uit de hele wereld en geleid vanuit Bulgarije. Ook beschuldigde hij Barros Sierra en Heberto Castillo ervan een tegenregering op te zetten, en beweerde dat beiden zichzelf tot president wilden uitroepen. In werkelijkheid waren de demonstraties grotendeels spontaan ontstaan. Minder dan 10% van de demonstrantenleiders was lid van een politieke partij, en de meeste bekende communisten zaten sowieso al gevangen. Díaz Ordaz ging zelfs zover de demonstranten als verkrachters af te schilderen, een verdachtmaking die elke grond van waarheid miste.

## Het bloedbad
Op 2 oktober, na negen weken van demonstraties, marcheerden uiteindelijk 15.000 studenten van verschillende universiteiten door Mexico-Stad om te protesteren tegen de bezetting van de campus. Tegen de avond hadden 5000 studenten en arbeiders, waarvan velen met vrouw en kinderen, zich verzameld op de Plein van de Drie Culturen in Tlatelolco.
Het bloedbad begon bij zonsondergang toen ordetroepen - uitgerust met pantservoertuigen en tanks - het plein omsingelden en in de menigte begonnen te schieten. Ze raakten niet alleen de demonstranten, maar ook voorbijgangers die niets met de demonstratie te maken hadden, inclusief kinderen. Een geheimzinnig 'Bataljon Olympia', onderscheidbaar door hun witte handschoenen, opende van nabijgelegen gebouwen het vuur op zowel demonstranten als het leger. Dit was buiten het leger om georkestreerd - generaal José Hernández Toledo raakte zelfs gewond door een paramilitaire kogel - om zo eenvoudiger de schuld op de studenten af te kunnen schuiven.
Al snel lag de grond bezaaid met lichamen. Mensen die het plein probeerden te ontvluchten werden bij de uitgangen tegengehouden of gedood door leger en politie. Het moorden ging 's nachts verder, met soldaten die huizen en appartementen rondom het plein onderzochten. Volgens getuigen werden de lichamen later afgevoerd in vuilnisauto's. Volgens de overheid was het incident veroorzaakt door gewapende provocateurs, die op gebouwen boven het plein stonden. Ze zouden op het leger en de politie geschoten hebben, die daarna terugschoten uit zelfverdediging. Bovendien zouden er niet meer dan enkele tientallen gewonden zijn gevallen.

## Nasleep

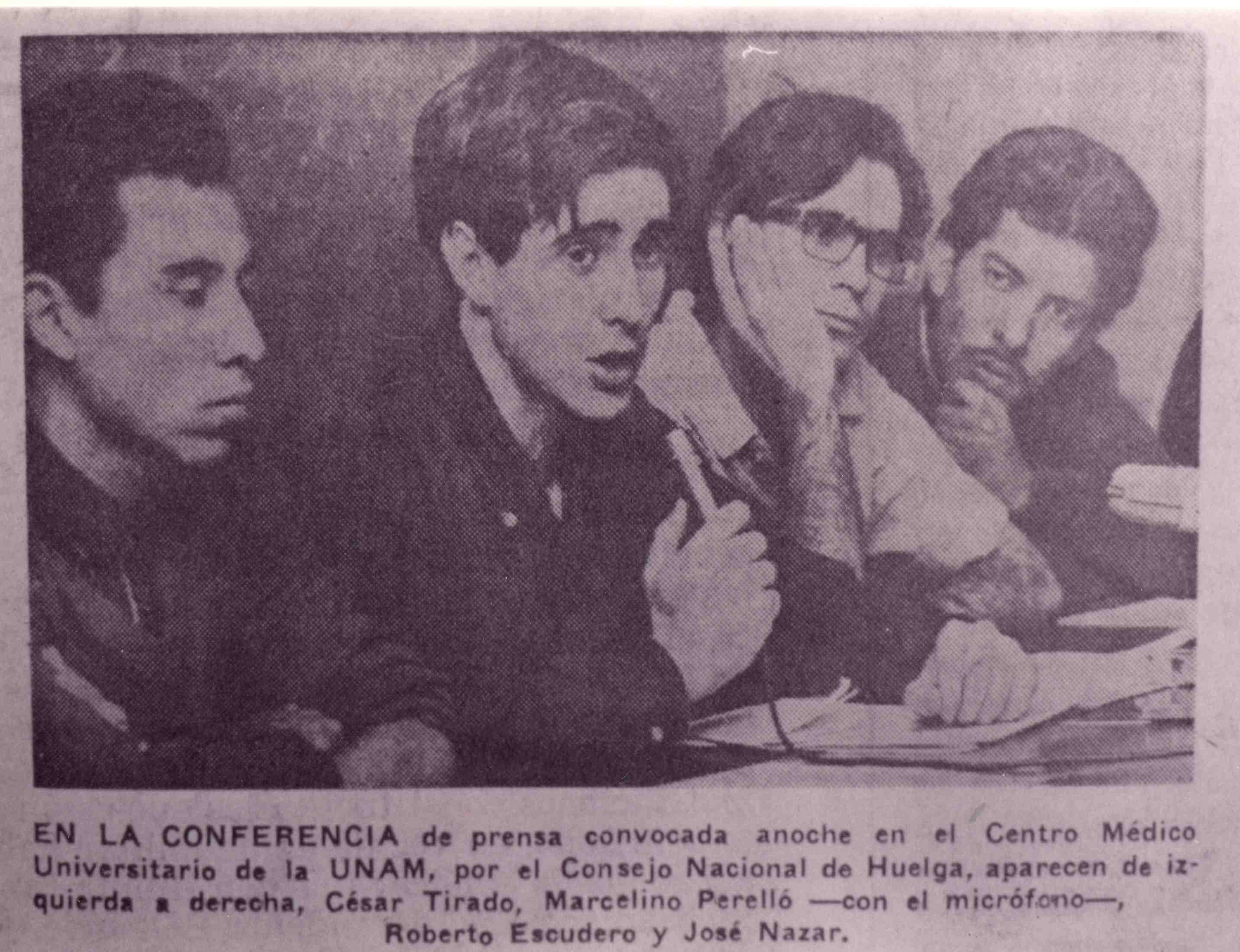
Persconferentie op 5 oktober

Tlatelolco maakte in één klap een eind aan het positieve imago van de Mexicaanse regering. Deze gold voorheen als weliswaar autoritair, maar toch als een regering die het beste voor had met de bevolking, en voor economische en sociale voorspoed zorgde. Na 1968 werd het politieke landschap grimmiger, en namen zowel repressie als gewapend verzet toe. Veel van de demonstranten die werden gearresteerd werden gemarteld en tot jarenlange gevangenisstraffen veroordeeld.
In 1998 liet Cuauhtémoc Cárdenas, de eerste oppositieburgemeester van Mexico-Stad, een herdenkingsmonument bouwen. Nog elk jaar vindt op 2 oktober een herdenkingsbijeenkomst plaats. Hoewel verschillende onderzoeken de laatste jaren veel hebben opgelost zijn er nog altijd veel open vragen rond Tlatelolco. Zo is nog steeds niet duidelijk wie de precieze verantwoordelijkheid had, hoeveel slachtoffers er zijn gevallen en wat de rol van het leger was.

## Onderzoek
In oktober 1997 vormde het Mexicaanse congres een comité om het Bloedbad van Tlatelolco te onderzoeken. Het comité ondervroeg vele politieke kopstukken die betrokken waren bij de slachting, zoals Luis Echeverría, de opvolger van Díaz Ordaz' en diens minister van Binnenlandse Zaken ten tijde van de slachting. Echeverría gaf toe dat de demonstranten ongewapend waren, en suggereerde dat de militaire actie van tevoren was gepland, om de studentenbeweging te vernietigen. Pogingen om Echeverría en anderen (Díaz Ordaz en minister van defensie Marcelino García Barragán zijn inmiddels overleden) vervolgd te krijgen zijn tot dusver op niets uitgelopen.
In oktober 2003, kwam de rol van de Amerikaanse regering aan het licht, toen de National Security Archive en de George Washington University een aantal documenten van de CIA, het Pentagon, het State Department, de FBI en het Witte Huis publiceerden, die waren vrijgegeven vanwege de Freedom of Information Act.
Volgens die documenten:
- zond het Pentagon als antwoord op de zorgen van de Mexicaanse regering op de veiligheid van de Olympische Spelen militaire radio's, wapens, munitie en riot control trainingsmateriaal naar Mexico voor en tijdens de crisis.
- maakte het CIA-station in Mexico bijna dagelijks verslagen over ontwikkelingen binnen de universitaire gemeenschap en de Mexicaanse overheid van juli tot oktober. Zes dagen voor het bloedbad vertelden Echeverría en Fernando Gutiérrez Barrios, hoofd van de Federale Veiligheidsdienst, de CIA dat "de situatie binnenkort volledig onder controle zal zijn."
- zorgde de regering-Díaz Ordaz ervoor dat studentenleider Campos Lemus dissidente PRI-politici zoals Carlos Madrazo beschuldigde van het sponsoren en orkestreren van de studentenbeweging.

## Media
De aanwezige journalisten, binnenlandse en buitenlandse, werden gevangengezet en gedwongen hun fotomateriaal in te leveren. Hierdoor slaagde de regering erin het gebeurde goeddeels onder de tafel te schuiven en de Olympische Spelen konden gewoon doorgaan. Buiten Mexico werd het bloedbad dan ook snel vergeten, zodat de regering haar doel bereikt had. Een van de slachtoffers (die het overigens overleefde) was de Italiaanse journaliste Oriana Fallaci.
In 1971 verscheen De nacht van Tlatelolco, van Elena Poniatowska. Dit boek geeft een verslag van het gebeurde en bevat interviews met overlevenden en nabestaanden. De nacht van Tlatelolco geldt als Ponitowska's bekendste boek.
Rojo Amanecer (1989), van Jorge Fons, is een film over de gebeurtenis. Het richt zich op de dag van een Mexicaans gezin uit de middenklasse dat woont in een van de appartementen die aan het plein grenzen, en is gebaseerd op verklaringen van getuigen en slachtoffers.